# 전성수 (기업인)
전성수(1970년 5월 13일 ~ )는 대한민국의 기업인이다. GAIC(GADF, 전북연합신문, 눈부신자연애, 변산해수찜, 이비즈센터) 회장을 역임했다.
GAIC의 전성수 회장은 지난 2014년 GADF를 인수해 고객중심 서비스와 차별화된 경영전략으로 낙후된 서비스와 경영 부실로 만성적자에 허덕이던 면세점에 놀라운 변화를 일으켰으며 그동안의 문제점을 개선하기 위해 고객의 니즈를 정확히 파악한 서비스의 질 개선에 중점을 두어 주요 고객층인 중국인 관광객과 소무역상들의 편의 향상을 위해 최선의 정성을 쏟았다.
또한 ㈜GAIC의 계열사란 메리트를 충분히 살려 변산해수찜, (유)눈부신자연애, (주)이비즈센터 등 다양한 서비스로 지역 경제 발전에도 기여하는 성과를 이뤄냈다. 특히 이러한 차별화된 서비스는 중국 사드 여파에도 굴하지 않고 70% 대의 고객 방문율을 유지하며 질 높은 고객 서비스의 저력을 입증했다.
GAIC는 기업의 이윤 창출뿐만 아니라 지역발전에도 기여하기 위해 매년 이웃돕기 성금 기탁, 소외계층 대상의 백미 기증, 지역 독거노인 무료 봉사활동 등 수익을 공유하는 환원사업을 적극적으로 추진하며 지역민들의 신뢰와 호응을 한 몸에 받고 있다.

## 수상 내역
- 1995년 농촌진흥청장 표창
- 1996년 전라북도지사 표창
- 1996년 제16회 농어촌청소년대상 본상
- 1997년 전북지구청년회의소 자랑스러운 전북청년대상
- 2001년 한국농업경영인 전라북도연합회 표창
- 2017년 군산시 공로패
- 2017년 관세청장 표창
- 2018년 대한민국 신지식경영대상 경영인 대상
- 2018년 대한민국 미래경영대상 면세점 부문 (GADF)
- 2018년 대한민국 혁신기업대상 (GADF)
- 2018년 대한민국 탑리더스 대상 지역발전 투명경영인 부문
- 2018년 제10회 대한민국 중소중견기업혁신대상 경영혁신부문 대상 (GADF)
- 2018년 대한민국 베스트 인물 대상 지역발전공헌 부문
- 2019년 대한민국 가치경영대상 (눈부신자연애)
- 2019년 스포츠서울 라이프 이노베이션 기업&브랜드 대상 전통주 막걸리부문 (눈부신자연애)
- 2019년 대한민국 탑리더스 대상 지역발전공헌인부문
- 2021년 대한민국 문화경영대상 막걸리 브랜드 부문사상
- 2021년 전주지방법원 군산지원 민사사건 조정위원 위촉
- 2021년 군산 경찰서 경찰발전협의회 위원
- 2021년 대한민국 문화경영 대상 (유)눈부신자연애 막걸리 브랜드 부문 (주)헤럴드경제
- 2021년 전북경찰청 외사자문협의회 위원
- 2021년 군산경찰서 안보자문협의회장
- 2022년 전라북도 경제통상진흥원 스타소상공인 경연대회 우수상
- 2022년 대한민국 고객감동&혁신경영 브랜드대상 (유)눈부신자연애
- 2023년 전주지방검찰청군산지청 표창
- 2024년 전주지방법원 군산지원장 표창